# 感応寺 (静岡市葵区)
感応寺（かんのうじ）は、静岡県静岡市葵区駒形通一丁目にある日蓮宗の寺院。山号は常住山。旧本山は身延山久遠寺、脱師法縁。

## 歴史
仁寿2年（852年）、慈覚大師円仁により天台宗の感應山瀧泉寺として建立された。立正大師日蓮が身延山久遠寺に隠棲する頃の建治2年（1276年）、瀧泉寺の学頭行知法印等5人（のちの日辨、日秀、日禅、日慧、日寿）が日蓮宗に改宗、寺名も感応寺と改めた。その後府中浅間神社近くに移転、更に徳川家康の命で現地に移転した。1940年（昭和15年）6月20日の静岡大火により伽藍をことごとく焼失したが51世智光院日闡により復興した。

## 伽藍
現在の本堂および庫裏は52世智顕院日浄により再建されたものである。なお、1940年の静岡大火後行われた市の区画整理事業により境内地が半減されている。
かつては、番神堂・大黒堂・鐘楼堂等も建立されていたが、度重なる火災や地震により現在は残っていない。

## 旧末寺・塔中
日蓮宗は1941年（昭和16年）に本末を解体したため、現在では、旧本山、旧末寺と呼びならわしている。
- 新光山宗長寺（静岡市葵区沓谷）
- 長善山浄祐寺（静岡市葵区沓谷）
- 妙祐山宗林寺（静岡市葵区沓谷）
- 圓妙山大慶寺（藤枝市藤枝四丁目）
  - 大慶寺末：八幡山蓮性寺（焼津市上泉）
  - 大慶寺末：示迹山上行寺（焼津市焼津四丁目）
  - 大慶寺末：岩清山蓮久寺（藤枝市北方）

塔中には三河坊、他五ケ坊を有していたが、戦後の政策により関係は解体された。

## 参考資料
- 日蓮宗寺院大鑑編集委員会『宗祖第七百遠忌記念出版 日蓮宗寺院大鑑』 大本山池上本門寺 （1981年）